# Cacia transversefasciata
Cacia transversefasciata là một loài bọ cánh cứng trong họ Cerambycidae.